# Pangasianodon
Pangasianodon is een geslacht van straalvinnige vissen uit de familie van de reuzenmeervallen (Pangasiidae).

## Soorten
- Pangasianodon gigas Chevey, 1931
- Pangasianodon hypophthalmus (Sauvage, 1878)